# Styx: Shards of Darkness
Styx: Shards of Darkness è un videogioco action-adventure sviluppato da Cyanide e pubblicato da Focus Home Interactive per PC, PlayStation 4 e Xbox One, acquistabile sia come CD che come licenza su i vari siti di vendita online. È il sequel di Styx: Master of Shadows. Il protagonista di questo videogioco è un goblin di nome Styx. Il videogioco è stato pubblicato il 14 marzo 2017.

## Caratteristiche
Come il suo titolo predecessore, Styx: Shards of Darkness è un stealth game, ma ampliato con "un budget più grande, idee più grandi e un nuovo engine". Per Shards of Darkness la casa produttrice ha infatti usato Unreal Engine 4. Rispetto al predecessore il nuovo capitolo approfondisce in maniera più intensa la componente narrativa, andando a indagare più a fondo nel particolare mondo fantasy messo in piedi per il primo capitolo.

## Trama
Styx si è rifugiato nei bassifondi di Thoben, uno squallido villaggio umano costituito per lo più da relitti navali, dove vive grazie alla sua destrezza nel furto, che lo hanno reso un noto ladro su commissione. Inoltre, i goblin con lui riemersi dall'Ambra dell'Albero del Mondo hanno iniziato a proliferare a tal punto da rappresentare un serio problema per gli abitanti del posto, che li hanno soprannominati la "piaga verde". Per scongiurare la sovrappopolazione dei goblin, viene istituita una forza armata denominata "S.T.R.A.G.E." (Squadra Tattica per la Ricerca e l'Annientamento di ogni Goblin Esistente), che ha il compito di pattugliare la zona, stanare i goblin e sterminarli.
A Styx viene commissionato da un suo cliente abituale, il malvivente Ephron, il furto dei salari dei soldati della S.T.R.A.G.E., che porta a termine senza troppi problemi. Quando Styx giunge presso il luogo d'incontro prestabilito con Ephron, viene accerchiato da un gruppo di soldati della S.T.R.A.G.E. Il loro capitano, una donna chiamata Helledryn, propone al goblin un affare: rubare lo scettro dell'ambasciatore Arsidi, da qualche tempo fin troppo presente presso Thoben per motivi ignoti, in cambio di un cospicuo compenso. In principio diffidente, Styx decide infine di accettare la proposta e si infiltra in una aeronave, dirottandola presso il convoglio diplomatico dell'ambasciatore. Raggiunto il suddetto convoglio Styx trova lo scettro, ma un elfo oscuro mutaforma sotto le sembianze dell'ambasciatore Arsidi lo precede e scaraventa il goblin giù dall'aeronave. Styx riesce a mettersi in salvo appena in tempo ed è costretto alla fuga.
Il goblin e la donna si recano a Korrangar, la città degli elfi oscuri, dove si terrà un congresso privato tra i vertici di elfi, umani e nani. Styx si infiltra nella città al fine di rubare un permesso che consenta a Helledryn di attraccare ed apprende ciò che avviene nel luogo: gli elfi oscuri vivono sotto la guida di una sacerdotessa, Lyssril, che presidia il culto religioso della creatura Lakima, alla quale molti elfi scelti sacrificano la propria vita spontaneamente attraverso il rito del Sangue Glorioso. Inoltre, Lyssril impone ai suoi sudditi la somministrazione dell'Ambra. Il goblin apprende dunque che gli elfi sono dei fanatici privi di senno e riferisce quanto visto a Helledryn, che pianifica l'infiltrazione presso il congresso privato e scoprire ulteriori informazioni, dove sarà presente anche Djarak, l'elfo oscuro mutaforma contro il quale Styx vuole avere la sua rivalsa, che ha assunto le sembianze di uno dei rappresentanti umani. Lyssril dimostra agli invitati che, attraverso il quarzo magico dello scettro di Arsidi, i goblin possono essere controllati e quindi eliminati con efficacia, ma quando Djarak viene smascherato questi attenta, senza successo, alla vita di Lyssril e si dilegua. Styx si lancia al suo inseguimento e dopo una breve colluttazione, riesce a sottrarre un frammento di quarzo all'elfo, che intanto scappa via.
A bordo dell'aeronave di Helledryn, Styx studia le proprietà del quarzo magico, molto simile all'Ambra, ed essendo lui e la sua stessa specie in pericolo, decide di addentrarsi in una cava del suddetto materiale in cerca di altri campioni da analizzare. Osservando il comportamento degli scarabissi che infestano le cave, il goblin intuisce che essi estraggono e immagazzinano il quarzo come se fossero guidati da una forza superiore. Questa è la loro regina, che infonde magia nel quarzo, conferendogli i suoi poteri. Styx dunque abbatte la regina e le estirpa il quarzo puro, ma in quel momento viene sorpreso da un elfo oscuro, che scopre inoltre che Styx è diverso dai suoi simili e allerta le guardie, che iniziano la loro caccia al "goblin parlante". Su consiglio di Helledryn, Styx si priva del suo equipaggiamento e si fa passare per un comune goblin davanti alle guardie elfiche, che lo recludono insieme ad altri goblin già catturati in precedenza, in modo da poter studiare un espediente per fuggire da Korrangar.
Tornato a Thoben, Styx riceve da Helledryn un ultimo incarico, ovvero uccidere i suoi vicari traditori e poter così ricevere un ulteriore compensa. Compiuto il suo lavoro, Styx torna nella sua caverna per poter comunicare a Helledryn il suo successo, ma trova la donna priva di sensi legata in un angolo e viene a sua volta stordito da due elfi oscuri. Il goblin si risveglia imprigionato nuovamente a Korrangar, dove gli elfi si stanno sottoponendo a delle prove per partecipare al rito del Sangue Glorioso. Approfittando di tale situazione, Styx scappa e si imbatte in Djarak, che spiega le sue motivazioni: avvalendosi dell'ambra, Lyssril tiene gli elfi oscuri assoggettati al culto e quindi al suo potere che Djarak, oltraggiato da tale condotta, intende distruggere e quindi liberare i suoi simili dall'influenza della sacerdotessa. Inoltre, è proprio l'ambra che scorre nelle vene dei goblin a renderli rilevabili grazie al quarzo puro. A quel punto, Styx si allea con Djarak e iniziano a mettere in atto la loro vendetta, iniziando a destabilizzare il concilio tra le razze.
Rubando il pugnale di Moalak, sacerdotessa subordinata di Lyssril, Styx lo utilizza per assassinare l'ambasciatore dei nani, che attribuiscono l'omicidio agli elfi oscuri e le due razze entrano quindi in conflitto. Dal cadavere dell'ambasciatore, Styx rinviene degli appunti scritti in lingua nanica, che non è in grado di comprendere e quindi consegna a Djarak. Il mutaforma gli rivela che essi descrivono un macchinario in grado di raffinare l'ambra situato a Korrangar, cosa che entusiasma oltremodo Styx, fortemente assuefatto da tale sostanza. Djarak, tuttavia, è fermamente intenzionato a distruggere il macchinario e persuade il goblin a disintossicarsi attraverso il quarzo puro. A malincuore, Styx asseconda i piani del mutaforma e si dividono due compiti: Djarak torna a Korrangar per trovare il macchinario, mentre Styx si reca a Wildoran, la città dei nani, per rimediare degli esplosivi in grado di distruggere il macchinario. Ultimati questi obiettivi e distrutto il macchinario, che ricavava l'ambra dalla macellazione dei goblin (con disgusto dello stesso Styx), le flotte naniche iniziano ad attaccare Korrangar mentre Lyssril scappa, lasciando i suoi seguaci in balia della guerra.
Styx e Djarak cercano di lasciare il luogo ma un gigantesco costrutto che i nani avevano donato agli elfi oscuri tempo addietro si attiva e li attacca, schiacciando Djarak sotto una frana. Il goblin si ritrova dunque a fronteggiare il costrutto, e una volta abbattuto scappa dalla fortezza. Nel caos degli scontri, Styx vede la sua aeronave volar via e si precipita per raggiungerla. Alla sua guida trova Djarak e la vicenza si conclude mostrando il goblin e il mutaforma in procinto i scontrarsi.

## Personaggi
Styx
Divenuto un ladro su commissione di successo, Styx si ritrova ad affrontare una missione più difficile del previsto e a dover scongiurare un olocausto a danno della specie dei goblin.
Ephron
Un malvivente umano del villaggio di Thoben, in affari con Styx.
Helledryn
Il capitano della squadra S.T.R.A.G.E., nota per la sua freddezza e per la sua possente mole, considerata inusuale per una donna della sua comunità.
Lyssril
La leader degli elfi oscuri, che ricopre il ruolo di Alta Sacerdotessa del culto di Lakima.
Djarak
Un elfo oscuro mutaforma ribelle che intende eliminare Lyssiril per porre fine alla sua setta religiosa.
Aaron Barimen
Il governatore di Akenash figlio di Barimen, che presenzia in concilio per poter anche lui eliminare i goblin.
Moalak
Una elfa oscura, Sacerdotessa subordinata di Lyssril.
Arsidi
L'ambasciatore umano di Thoben.
Arkail
un giovane orco, figlio del leader dell'armata degli orchi, alleati in modo latente al concilio.

## Sistema di gioco
Non esiste un percorso predefinito per portare a termine i vari incarichi. Il giocatore può perciò scegliere come affrontare i vari pericoli e le sfide che il gioco propone. Per esempio, scegliendo un approccio totalmente furtivo il giocatore può sfruttare ogni anfratto, ogni cunicolo, ogni tetto e ogni appiglio che la mappa mette a disposizione per evitare ogni contatto con i nemici e terminare il livello senza nuocere a nessuno. In alternativa, può invece scegliere di sfruttare le abilità da assassino di Styx, eliminando gli ostacoli grazie a un pugnale, dardi avvelenati, barili pieni di acido in grado di sciogliere i corpi all'istante o enormi lampadari che si possono lasciar cadere sui nemici.
Il giocatore deve prestare la massima attenzione mentre si sposta tra i nascondigli, perché se è vero che può sfruttare l'ambientazione a suo favore, è altrettanto vero che ogni oggetto potrebbe rivelare la sua presenza in un momento poco opportuno. Basta urtare un vaso o una sedia per farli cadere, mentre un atterraggio su una superficie rigida provoca abbastanza rumore da far insospettire qualche guardia. Lasciare cadaveri non occultati segnala la presenza del goblin a eventuali guardie: è quindi opportuno farli sparire con una delle fiale di acido.
Avanzando con l'avventura e portando a termine missioni e compiti secondari verranno assegnati dei Punti Abilità, grazie ai quali il giocatore può sbloccare nuove tecniche o ricette alchemiche e affinare le capacità di infiltrazione e di creazione di diversivi, così da aggiungere nuovi elementi all'equazione. Potenziare il ramo Alchimia permette di creare pozioni di cura e ampolle d'ambra per ricaricare il mana, oppure di costruire dardi avvelenati o trappole acide in grado di sciogliere istantaneamente chiunque vi capiti sopra.
Nel ramo Furtività è possibile sviluppare le abilità di infiltrazione di Styx, inclusa l'invisibilità, mentre in Percezione vengono affinati i sensi migliorando la capacità di avvertire pericoli o scoprire oggetti utili. Spendendo punti in Uccisione viene perfezionata l'arte dell'assassinio, così che Styx diventi più abile nell'affrontare anche i nemici allertati mentre con la Clonazione viene ampliata le possibilità di creare un clone chiamato “Cocoon”, in grado di attivare leve distanti oppure attirare le guardie in un determinato punto dello scenario.
L'intero sistema del gioco viene ottimizzato dalla costruzione delle mappe ben definite in ogni loro aspetto sia grafico che per quanto riguarda il gameplay. I livelli sono chiusi, ma permettono al giocatore approcci diversi. Se il giocatore vuole raggiungere tutti gli obiettivi secondari deve dare importanza allo studio dei livelli.

## Missioni
Styx: Shards of Darkness presenta 9 missioni:
1. Rivelazioni
2. Korrangar
3. Diplomazia
4. Ciò che è nascosto
5. Catturato nella trappola
6. Odore di libertà
7. Manipolazione
8. Sabotaggio
9. Vendetta

Oltre alle missioni ordinarie è presente un prologo intitolato Città dei ladri.

## Sequel
Styx: Blades of Greed, presentato durante l'evento Nacon Connect 2025, sviluppato da Cyanide Studio. Segue gli eventi dell'inizio della Grande Guerra e la creazione della Mano Nera, il gruppo mercenario al centro degli eventi di Of Orcs and Men. La Pubblicazione è pianificata in autunno 2025 per varie console e PC.

## Accoglienza
Il gioco ha ricevuto numerosi commenti positivi rispetto al precedente capitolo, e qualche nota negativa:
- SpazioGames: 8/10. "Prendete il primo Styx. Aggiungeteci un level design riveduto e corretto, una spolverata di crafting e un motore grafico più solido. Arricchite il tutto con una modalità cooperativa e una durata di gioco realmente superiore al predecessore e vi sarete fatti un'idea di quello che Shards of Darkness vi offrirà. Certo, anche stavolta si tratta di un titolo che non ambisce a stravolgere il concetto di stealth imponendosi come nuovo paradigma del genere, così come a le novità rispetto al precedente Master of Shadows sono in buon numero ma non certo sconvolgenti. Tuttavia, una cosa va detta: giochi così ben strutturati, esteticamente curati e, cosa più importante, genuinamente divertenti non capitano tra le nostre grinfie tutti i giorni.
- Everyeye: 7.7/10. "Forte di un level design esplosivo, di una buona varietà di situazioni e di meccaniche rodate e funzionanti, Styx: Shards of Darkness avrebbe potuto puntare davvero in alto. Eppure, sotto alcuni punti di vista, la seconda avventura del furfante verdognolo ha l’amaro sapore di un’occasione sprecata. Cyanide ha cercato di raccontare una storia dal sapore più epico, finendo poi per dar vita ad una narrazione dall'incedere schizofrenico e che cola a picco nel finale. La casa francese, inoltre, è caduta negli stessi errori commessi con il predecessore, compreso quello di aver sviluppato un prodotto forse fin troppo longevo, che verso la conclusione si limita a riproporre, con piccole variazioni, gli stessi scenari già affrontati i precedenza."
- Metacritic: 74/100
- Gamesurf: 7/10. "I tratti distintivi del genere stealth sono stati delineati da capostipiti quali Tenchu o Metal Gear Solid, apparsi sulla prima Playstation un ventennio addietro. Styx: Shards of Darkness segue ossequiosamente tali dettami, il che potrebbe fare la gioia di quanti siano alla ricerca di uno stealth puro. Tuttavia, alcune delle meccaniche ormai risalenti alla fine degli anni '90 suonano decisamente antiquate e si vorrebbe vedere qualcuno che osa un po' di più, soprattutto sul versante dell'intelligenza artificiale. Il videogame viene un po' appesantito da questo fardello, ma non eccessivamente, perché una buona realizzazione e un comparto tecnico ispirato forniscono un risultato che merita di ricevere un'occhiata."
- Multiplayer.it: 8/10. "Nonostante qualche bug, che sicuramente sarà risolto con la solita fiumana di patch post lancio, e nonostante qualche problema dell'intelligenza artificiale, Styx: Shards of Darkness è un buon gioco stealth, che impegna per quasi una ventina d'ore (se iniziate dal livello di difficoltà medio alto). Certo, i piedi del goblin sono ben ancorati agli stilemi del genere, che non rivoluziona in nessun modo, ma l'ottimo level design e i minori compromessi rispetto alla concorrenza diretta, lo faranno amare da chi è alla ricerca di un'esperienza più mirata e specializzata."